# Vol libre
Pour les articles homonymes, voir Vol.
Cet article concerne le vol libre en tant que pilotage, pas en tant que discipline de l'aéromodélisme

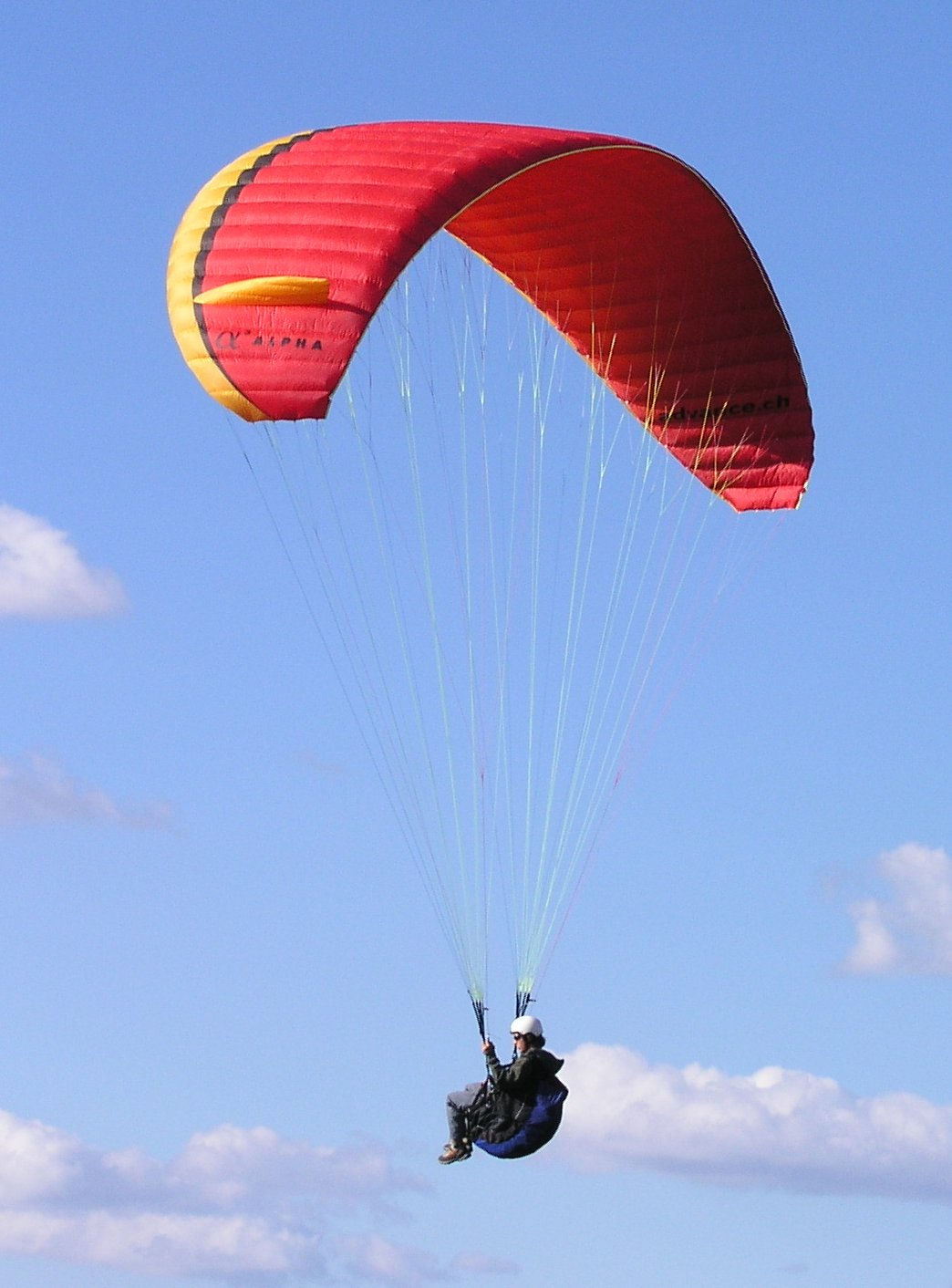
Parapente

Le vol libre est l'activité sportive ou de loisir consistant à piloter un planeur ultra léger (PUL) sans motorisation : deltaplane, parapente et cage de pilotage (aéronef d'aspect assez similaire au parapente).
Le décollage peut se faire à pied depuis un relief, et sur terrain plat par treuillage ou, pour le deltaplane, par remorquage avec un ULM. 
Les sites de vol libre les plus connus en France sont : Millau, Annecy, Val-Louron (Pyrénées), Laragne (Hautes-Alpes), Saint-Hilaire-du-Touvet, le Puy-de-Dôme et le mont Poupet.
Ces activités sont administrées, en France, par la Fédération française de vol libre (FFVL), qui gère aussi le Speed-riding, le cerf-volant et le Boomerang.
L'expression « vol libre » évoque la liberté de l'oiseau, mais implique la responsabilité et l'autonomie. En effet, il s'agit de respecter certaines règles juridiques : avis de la commune où se trouvent les lieux d'envol et d'atterrissage, accord des propriétaires, responsabilité civile aérienne. Surtout, lorsqu'il vole, l'être humain quitte son élément naturel et doit évoluer dans l'air, milieu invisible, incolore et changeant.